# Dagverksamhet
Dagverksamhet är kommunal eller privat verksamhet för äldre och/eller sjuka med behov av sysselsättning dagtid.
Dagverksamhet kan bedrivas med olika inriktningar. Den vanligaste är inriktad på brukare med demenssjukdom, men det finns även inriktning social samvaro, rehabilitering, språklig inriktning och somatisk inriktning. Dagverksamhet är främst behovsprövat då deltagarna behöver godkänt biståndsbeslut alternativt godkännas av personalen på dagverksamheten, för att få delta. Detta gäller särskilt den dagverksamhet som är inriktade på sjukdom och rehabilitering.
Det finns även öppen dagverksamhet i vissa kommuner.
Yrkeskategorier som arbetar inom dagverksamhet är undersköterskor, arbetsterapeuter, sjuksköterskor. Ibland förekommer även volontärer.   